# Diastylis ornata
Diastylis ornata är en kräftdjursart som beskrevs av Lomakina 1952. Diastylis ornata ingår i släktet Diastylis och familjen Diastylidae. Inga underarter finns listade i Catalogue of Life.